# Li Hongfeng
Li Hongfeng (chinesisch 李洪凤; * 18. Januar 1995 in Tai’an) ist eine chinesische Mountainbikerin.

## Sportlicher Werdegang
Li stammt aus der Provinz Shandong. Nachdem sie bei einem nationalen Fitness-Wettbewerb auf sich aufmerksam gemacht hatte, konnte sie ab 2010 an einer Sportschule trainieren. 2013 gewann sie die Asienmeisterschaften im olympischen Cross-Country (XCO) bei den Juniorinnen.
Während ihrer U23-Zeit war sie bei keinen internationalen Rennen vertreten. 2018 gewann sie Asienmeisterschaften in der Elite, dazu war sie Mitglied der siegreichen chinesischen Cross-Country-Staffel (XCR). 2019 war sie chinesische Meisterin und erneut mit der Staffel bei den Asienmeisterschaften erfolgreich. Die Corona-Pandemie unterbrach anschließend ihre Karriere. 2022 und 2023 wurde sie erneut Asienmeisterin im Cross-Country XCO, dazu gewann sie vor Heimpublikum in Hangzhou bei den 2023 ausgetragenen Asienspielen die Goldmedaille.
Außerhalb Asiens trat Li bislang kaum in Erscheinung, an Mountainbike-Weltmeisterschaften nahm sie bis einschließlich 2023 nicht teil. Bei zwei Weltcup-Auftritten in Albstadt 2019 und Nové Město na Moravě 2023 belegte sie den 41. bzw. 55. Platz.

## Erfolge
2013
 Asienmeisterin – XCO (Junioren)
2018
 Asienmeisterin – XCO, XCR
 Asienspiele – XCO
2019
 Chinesische Meisterin – XCO
 Asienmeisterschaften – XCR
 Asienmeisterschaften – XCO
2022
 Asienmeisterin – XCO
2023
 Asienmeisterin – XCO
 Asienspiele – XCO
2024
 Asienmeisterschaften – XCO